# 오쓰키시
오쓰키시(일본어: 大月市)는 일본 야마나시현 동부에 있는 시이다.

## 지리
야마나시현 동부에 위치하고 도쿄 도심에서 약 80km 거리에 있는 간토 대도시권의 도시이다. 면적은 광대하고 군나이 지방은 지치부 산지와 미사카 산지, 단자와 산지 등에 속하는 산간부에 있으며 시가지는 남부를 동류하는 가쓰라가와강(사가미강)과 그 지류인 사사고강, 가즈노강 등을 따라 험난한 산과 깊은 계곡 사이의 평탄지에 형성되어 있다. 북부는 산악 지대이다. 중심 시가지는 오쓰키역 주변으로 남부에 집중되어 있으며 이 부근을 주오 자동차도, 주오 본선, 국도 20호선(고슈 가도)이 동서로 지나고 남북으로 국도 139호선이 통과한다. 또 후지요시다시 방면으로 가는 후지 급행선도 통과한다.
도쿄도 다마 지역과 가깝기 때문에 지가가 상승했을 때는 도쿄 23구에서 온 전입자가 증가하였으나 장기 불황으로 도심 회귀 현상이 일어나자 전출이 전입을 초과해 1990년에 35,000명이었던 인구가 2008년 4월에는 30,000명에 이르렀다. 이는 오다와라시(가나가와현 서부) 등에서도 볼 수 있는 현상이다.

## 인접하는 자치체
- 우에노하라시
- 쓰루시
- 고슈시
- 후에후키시
- 미나미쓰루군 후지카와구치코정
- 기타쓰루군 고스게촌

## 역사
- 1954년 8월 8일 - 기타쓰루군 오쓰키정을 포함한 3정 4촌이 합병해 시로 승격하였다.
- 1954년 9월 8일 - 기타쓰루군 도미하마촌을 편입하였다.

## 교통

### 철도
- 동일본 여객철도 주오 본선
- 후지 급행 후지 급행선

### 도로
- 주오 자동차도
- 국도 제20호선
- 국도 제138호선

## 인구
| 연도 | 인구   | ±%     |
| ---- | ------ | ------ |
| 1940 | 31,830 | —      |
| 1950 | 41,650 | +30.9% |
| 1960 | 39,783 | −4.5%  |
| 1970 | 36,858 | −7.4%  |
| 1980 | 35,404 | −3.9%  |
| 1990 | 34,941 | −1.3%  |
| 2000 | 33,124 | −5.2%  |
| 2010 | 28,126 | −15.1% |

## 기후
| 오쓰키시의 기후                                              | 오쓰키시의 기후 | 오쓰키시의 기후 | 오쓰키시의 기후 | 오쓰키시의 기후 | 오쓰키시의 기후 | 오쓰키시의 기후 | 오쓰키시의 기후 | 오쓰키시의 기후 | 오쓰키시의 기후 | 오쓰키시의 기후 | 오쓰키시의 기후 | 오쓰키시의 기후 | 오쓰키시의 기후 |
| 월                                                           | 1월             | 2월             | 3월             | 4월             | 5월             | 6월             | 7월             | 8월             | 9월             | 10월            | 11월            | 12월            | 연간            |
| ------------------------------------------------------------ | --------------- | --------------- | --------------- | --------------- | --------------- | --------------- | --------------- | --------------- | --------------- | --------------- | --------------- | --------------- | --------------- |
| 역대 최고 기온 °C (°F)                                       | 21.0 (69.8)     | 24.5 (76.1)     | 27.4 (81.3)     | 32.8 (91.0)     | 35.4 (95.7)     | 37.1 (98.8)     | 39.9 (103.8)    | 38.2 (100.8)    | 37.2 (99.0)     | 33.7 (92.7)     | 26.1 (79.0)     | 24.6 (76.3)     | 39.9 (103.8)    |
| 일평균 최고 기온 °C (°F)                                     | 8.6 (47.5)      | 9.8 (49.6)      | 13.3 (55.9)     | 19.0 (66.2)     | 23.6 (74.5)     | 25.9 (78.6)     | 30.0 (86.0)     | 31.0 (87.8)     | 26.5 (79.7)     | 20.6 (69.1)     | 15.8 (60.4)     | 11.0 (51.8)     | 19.6 (67.3)     |
| 일일 평균 기온 °C (°F)                                       | 1.8 (35.2)      | 3.0 (37.4)      | 6.7 (44.1)      | 12.1 (53.8)     | 16.9 (62.4)     | 20.4 (68.7)     | 24.2 (75.6)     | 25.0 (77.0)     | 21.1 (70.0)     | 15.2 (59.4)     | 9.3 (48.7)      | 4.1 (39.4)      | 13.3 (56.0)     |
| 일평균 최저 기온 °C (°F)                                     | −3.3 (26.1)     | −2.4 (27.7)     | 1.0 (33.8)      | 5.9 (42.6)      | 11.1 (52.0)     | 16.0 (60.8)     | 20.0 (68.0)     | 20.7 (69.3)     | 17.1 (62.8)     | 11.0 (51.8)     | 4.3 (39.7)      | −1.0 (30.2)     | 8.4 (47.1)      |
| 역대 최저 기온 °C (°F)                                       | −11.6 (11.1)    | −12.8 (9.0)     | −8.9 (16.0)     | −3.9 (25.0)     | 0.4 (32.7)      | 7.3 (45.1)      | 12.6 (54.7)     | 12.8 (55.0)     | 5.5 (41.9)      | −0.2 (31.6)     | −4.1 (24.6)     | −8.5 (16.7)     | −12.8 (9.0)     |
| 평균 강수량 mm (인치)                                        | 52.2 (2.06)     | 45.3 (1.78)     | 89.9 (3.54)     | 87.7 (3.45)     | 101.5 (4.00)    | 143.6 (5.65)    | 179.3 (7.06)    | 179.3 (7.06)    | 238.4 (9.39)    | 204.8 (8.06)    | 68.8 (2.71)     | 43.6 (1.72)     | 1,434.3 (56.47) |
| 평균 강수일수 (≥ 1.0 mm)                                     | 4.7             | 5.1             | 9.3             | 8.7             | 9.5             | 12.1            | 12.7            | 10.5            | 11.8            | 10.1            | 6.7             | 4.5             | 105.7           |
| 평균 월간 일조시간                                           | 202.1           | 188.3           | 188.5           | 189.9           | 194.4           | 137.1           | 157.8           | 188.4           | 133.1           | 139.7           | 163.0           | 181.6           | 2,080           |
| 출처: 일본 기상청 (평년값: 1991년~2020년, 극값: 1977년~현재) |                 |                 |                 |                 |                 |                 |                 |                 |                 |                 |                 |                 |                 |